# Cassipourea alternifolia
Cassipourea alternifolia är en tvåhjärtbladig växtart som beskrevs av Franciscus Jozef Breteler. Cassipourea alternifolia ingår i släktet Cassipourea, och familjen Rhizophoraceae. Inga underarter finns listade i Catalogue of Life.